# Свети Саркис (арменска църква във Варна)
„Свети Саркис“ (на арменски: Սուրբ Սարգիս, Сурп Саркис) е арменска църква във Варна, България.

## История
Във Варна има арменска църква още от XVII век – олтарното пространство на сегашния храм е настлано с надгробни плочи от 1677 г., 1695 г. и 1775 г. Църквата е гробищен храм, изгорял при неизвестни обстоятелства. Съграждането на сегашния храм започва по инициатива на тогавашния първенец на варненската арменска общност хаджи Саркис Хайрабедян и отец Хаджи Харутюн. Строежът е завършен и на 25 януари 1844 г. църквата е осветена. Построена е дълбоко под земята и е оградена с висока ограда, според тогавашните изисквания за строеж на християнски църкви. По това време дворът на църквата е бил около 5000 m2.
През 1910 г. според ктиторския надпис на Саркис Хайрабедян е направен първият основен ремонт от строителя Абраам Калфа. В същата година е съборена оградата и е достроена камбанарията.
През 2002 г. по инициатива на църковното настоятелство на църквата Свети Саркис храмът е обновен и посреща католикоса на всички арменци Карекин II, който е на официално посещение в България.